# Ignazio Nasalli
Ignazio Nasalli, né le 7 octobre 1750 à Parme, en Émilie-Romagne, et mort le 2 décembre 1831 à Rome, est un cardinal italien de l'Église catholique romaine.

## Biographie
Ignazio Nasalli, ordonné prêtre le 24 septembre 1774, est nommé prélat domestique de Sa Sainteté en 1800. Il accompagne le pape Pie VII à Paris pour le couronnement de l'Empereur Napoléon Ier le 2 décembre 1804. Il se retire à Parme pendant l'occupation française de Rome et la captivité de Pie VII en France.
Il est référendaire au tribunal suprême de la Signature apostolique en 1816 après l'occupation de Rome par les français. Il est élu archevêque titulaire de Cyrrhus (de) en 1819 et envoyé en 1820 comme nonce apostolique à Lucerne, en Suisse, où il doit discuter de l'érection de nouveaux diocèses.
Tout en conservant son poste de nonce à Lucerne, il est chargé par le pape Pie VII, le 22 juillet 1823, d'une mission extraordinaire auprès du roi Guillaume Ier des Pays-Bas. Après avoir bénéficié des conseils du cardinal Ercole Consalvi, artisan du concordat de 1801 avec la France, il est ensuite un collaborateur important du cardinal Mauro Cappellari, le futur pape Grégoire XVI, pour les négociations du concordat de 1827 entre le Saint-Siège et le Royaume des Pays-Bas. Pendant son séjour dans les Pays-Bas, il est remplacé à Lucerne, du 4 août 1823 au 26 mars 1827, par Mgr Tommaso Pasquale Gizzi.
Le pape Léon XII le crée cardinal, du titre de Sainte-Agnès-hors-les-Murs, lors du consistoire du 25 juin 1827. Nasalli participe au conclave de 1829, lors duquel Pie VIII est élu et au conclave de 1830–1831 (élection de Grégoire XVI).
Selon ses désirs, il est enterré dans la Basilique de son titre cardinalice.

## Succession apostolique
Ignazio Nasalli a ordonné les évêques suivants :
- Évêque Viktor Franz Anton Glutz-Ruchti (de) (1820)